# غير معتذرة
أنوبولوجيتيك هو الألبوم الإستديو السابع من قبل المغنية البربادوسية ريانا، صدر في 19 نوفمبر، 2012، من قبل تسجيلات ديف جام. تم تسجيل الألبوم في الفترة بين يونيو ونوفمبر 2012، خلال ترويجها لألبومها الإستديو السادس، تاك ذات تاك (2011). كمنتجة منفذة، تعاونت ريانا مع منتجين تعاونت معهم من قبل مثل ذا-دريم، ديفيد جتا، شيس أند ستاتس، وستارقيت لتعمل جنباً إلى جنب مع منتجين جدد مثل باركر آيآيل، مايك ويل ميد-إت ولابرينث. الموسيقى تحتوي على مزيج من البوب، إي دي إم، دبستب وآيربان. شبيهاً في سياق ألبوماتها السابقة تاك ذات تاك وريتيد آر (2009). شارك في الألبوم كريس براون، إمينم، فيوتشر، ومكي إكو.

## الخلفية والتنمية
في مارس 2012، كشفت ريانا أنه على الرغم من أنها لم تبدأ في التسجيل، لكنها بدأت «العمل على صوت جديد» لألبومها الإستديو السابع. في 12 سبتمبر، 2012، أعلنت ديف جام فرنسا عبر التويتر بأن ريانا سوف تصدر أغنيتها المنفردة الجديدة في الأسبوع القادم في حين من المقرر بأن ألبومها الإستديو السابع سوف يصدر في نوفمبر 2012. لمواصلة ترويج إعلان عنوان الألبوم الإستديو السابع القادم، أطلقت ريانا موقع ترويجي على شبكة الإنترنت بعنوان rihanna7.com. في 11 أكتوبر، 2012، في واحده من تغريداتها كشفت بأن عنوان ألبومها الجديد هو أنبولجتك إلى جانب غلاف الألبوم. بخصوص عنوان الألبوم، أوضحت ريانا بأنها سميت الألبوم بهذا الاسم لأنها أرادت بأن تعبر عن مدى صدقها.

## التسجيل والإنتاج

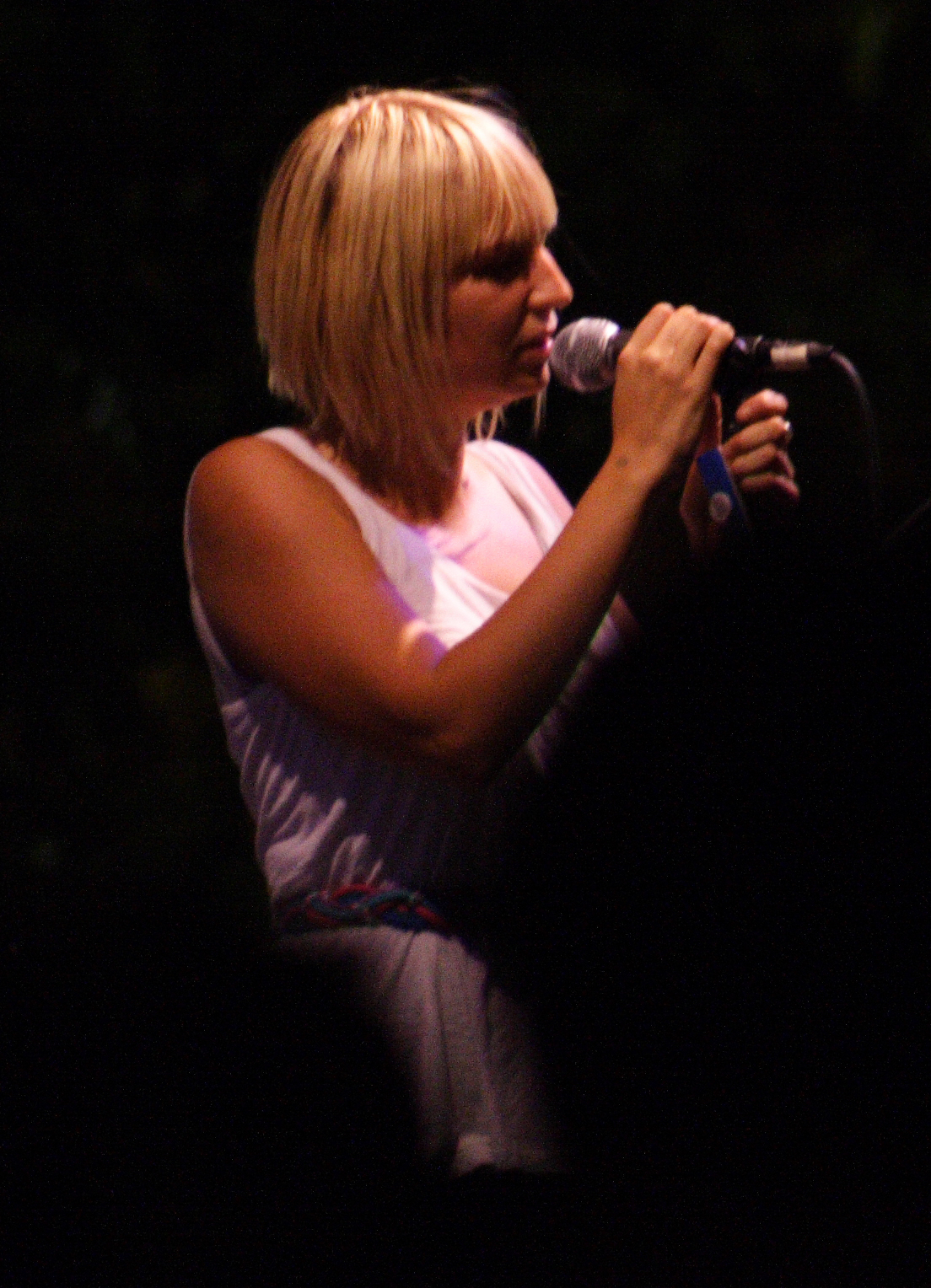
المغنية الأسترالية سيا فرلر كانت من إحدى كتاب أغنية دايموندز.

في يونيو، 2012، بدأت ريانا في تسجيل ألبومها الإستديو السابع، وقامت بالعمل مع نيكي روميرو وبيرنز. عملت أيضاً مع إريك بلينجر، شون غاريت وسويدش هاوس مافيا لألبومها السابع. في 6 يوليو، 2012، المنفذ التنفيذي لديف جام نو آي.دي. كشف بأنه بدأ العمل مع ريانا على ألبومها. في 10 يوليو، 2012، المغني البريطاني والمنتج لابرينث كشف بأنه سوف يعمل مع ريانا على الألبوم. في 17 يوليو، 2012، أفيد بأن ريانا سوف تعمل مع مغني الآر أند بي ني-يو. في مقابلة مع كابتل إف إم أفصح ني-يو عن العمل على مشروع ريانا الجديد في الإستديو مع ستارقيت وديفيد جتا.

## الموسيقى والكلمات
تحدثت ريانا على صوت الألبوم قائلة بأنها تحب العمل مع أصوات مختلفة ودمجها سوياً. تحدث شون غاريت على صوت الألبوم قائلاً أنه «خليطاً من بين الأنواع الموسيقية».
أنبولجتك هو ألبوم بوب وآر أند بي. النصف الأول من الألبوم يتكون من الأغاني الإي دي إم،  جون كارامانكا من نيو يورك تايمز وصف الألبوم بأنه «غير عقلاني وغير مكتمل» مع «الإفراط في الإنتاج»، مستشهداً عن إنتاج ديفيد جتا على «فريش أوت ذا رنواي» و«رايت ناو» كمثال على ذلك. لاحظ جون دولان من رولينغ ستون بأن الألبوم «صاخب، وآر أند بي غامض». يتضمن أنبولجتك أغاني بالاد تحتوي على الديسكو، الريغي، ونمط الروك.

## الأغاني

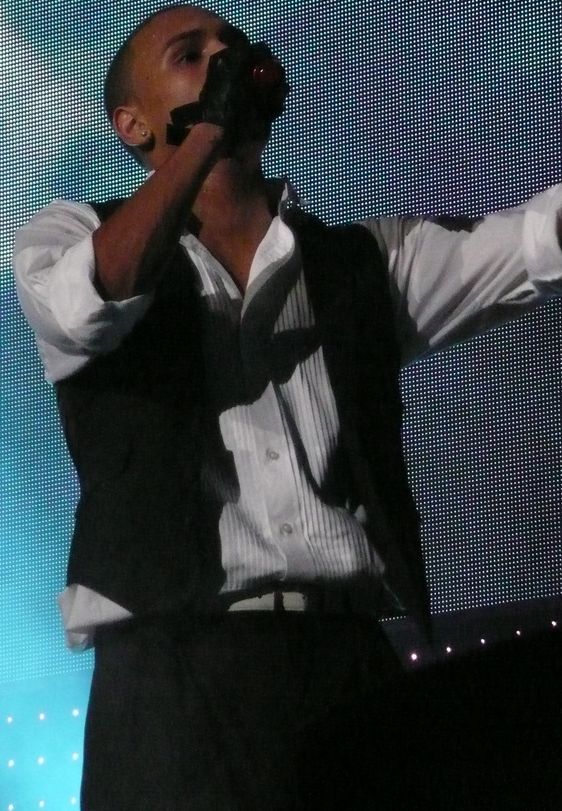
شارك المغني الأمريكي كريس براون في أغنية نوبديز بزنز.

الأغنية الافتتاحية للألبوم «فريش أوت ذا رنواي» التي تحتوي على نمط الهيب هوب مع الإي دي إم. «دايموندز» هي أغنية إيقاعها منتصف تتضمن موسيقى إلكترونية، سول وبوب. «نمب» لحنها بطيئ، تحتوي على أساليب لحن من الشرق الأوسط. «بور إت أب» هي أغنية كلوب، مع القليل من لحن الهيب هوب. «لوف سونق» هي تعاون مع الرابر فيوتشر مع غناء ناعم من قبل ريانا وكلمات الأغنية التي تعبر عن الحب بشكل عدواني. «جمب» هي أغنية دانس مع تأثير دبستب التي تحتوي على عينة من أغنية جينيواين «بوني» التي صدرت في عام 1996. «رايت ناو» هي أغنية دانس كلوب تحتوي على موسيقى إلكترونية. «وات ناو» هي أغنية من إنتاج باركر آيآيل، هي أغنية بوب بالاد إيقاعها منتصف بقيادة البيانو. تحتوي على كورس صعب. «ستاي» هي بالاد وتحتوي على نمط البيانو والغيتار. «نوبديز بزنز» هي مزيج بين أساليب شيكاغو وموسيقى الهاوس، وتضم أوتار، بيانو، وركلة الطبل فور-أون-ذا-فلور. تحدثت ريانا عن كلمات الأغنية بانها تظهر «في الأساس إنها الطريقة التي أتطلع في كل شئ بخصوص حياتي الشخصية». «لوف ويذاوت تراجدي / موذر ماري» تحتوي على إلكترونيكا وموجة جديدة، والتي تستمر لمدة 06:58. «قيت إت أوفر ويذ» هي أغنية إيقاعها منخفض. «نو لوف ألاود» هي أغنية من نوع الريغي. آخر أغنية في الألبوم «لوست إن بارادايز» هي أغنية بالاد حزينة إيقاعها منتصف. أغنية النسخة الإضافية «هاف أوف مي» هي أغنية بوب شامبر التي تستمر لمدة 03:13.

## قائمة تقديرات الألبوم
| الرقم | الناقد               | التقدير     | المصادر |
| ----- | -------------------- | ----------- | ------- |
| 1     | Allmusic             | 3.5/5 stars | [ 35 ]  |
| 2     | The A.V. Club        | +C          | [ 36 ]  |
| 3     | Entertainment Weekly | +B          | [ 37 ]  |
| 4     | الغارديان            | 3/5 stars   | [ 38 ]  |
| 5     | The Independent      | 3/5 stars   | [ 39 ]  |
| 6     | NME                  | 7/10        | [ 32 ]  |
| 7     | Pitchfork Media      | 4.5/10      | [ 40 ]  |
| 8     | Rolling Stone        | 3.5/5 stars | [ 17 ]  |
| 9     | Slant Magazine       | 3/5 stars   | [ 41 ]  |
| 10    | Spin                 | 7/10        | [ 42 ]  |

## الأداء التجاري

### أمريكا الشمالية
في الولايات المتحدة، أنبولجتك دخل لأول مرة المركز الأول على بيلبورد 200، باع 238،000 نسخة في الأسبوع الأول. أصبح أول ألبوم لريانا يصل إلى المركز الأول في الولايات المتحدة وأكثر ألبوم مبيعاً في الأسبوع الأول في حياتها المهنية. في نفس الأسبوع، الأغنية المنفردة الأولى من الألبوم «دايموندز» ظلت في المركز الأول للأسبوع الثاني. على التوالي، أصبحت ريانا ثاني فنان من عام 2012 في القمة في كل من بيلبورد 200 وهوت 100 في وقت واحد. في 16 أبريل، 2013، حصل أنبولجتك على شهادة البلاتينيوم من قبل رابطة صناعة التسجيلات الأمريكية (RIAA) لشحن مليون نسخة. في 30 مايو، 2013، في الأسبوع السابع والعشرين على التوالي على بيلبورد 200، أنبولجتك تعدى المليون نسخة في المبيعات، وكانت المبيعات بمعدل أسرع من ألبومها السابق، تاك ذات تاك. مع هذا الإنجاز، أصبح ألبومها السادس الذي بيع منه مليون نسخة على الأقل. اعتباراً من نوفمبر 2013، أنبولجتك باع 1.13 مليون نسخة في الولايات المتحدة.

### أوروبا
في المملكة المتحدة، الألبوم دخل لأول مرة المركز الأول على مخطط ألبومات المملكة المتحدة، مع مبيعات وصلت إلى 99،000 نسخة في الأسبوع الأول. مع هذا المركز، أصبح ألبوم ريانا الرابع الذي يصل إلى المركز الأول في المملكة المتحدة أيضاً الثالث على التوالي على هذا المخطط، وبهذا تعادل مع مادونا، إيفا كاسيدي ونورا جونز لفنانات مع أكثر ألبومات أصبحت في المركز الأول على التوالي. بحلول مايو 2013، الألبوم باع 635،000 نسخة في المملكة المتحدة. وصل أيضاً إلى المركز الأول في سويسرا والنرويج. وفقاً للإتحاد الدولي للصناعة الفونوغرافية (IFPI)، الألبوم باع أكثر من 2.3 مليون نسخة في جميع أنحاء العالم بحلول فبراير 2013، مما يجعله ثامن أفضل ألبوم مبيعاً من عام 2012. في فرنسا، أنبولجتك باع 240،000 نسخة اعتباراً من مايو 2013. بحلول يوليو 2013، أنبولجتك باع أكثر من 3.2 مليون نسخة في جميع أنحاء العالم.

## الجوائز والترشيحات
| السنة | الحفل                    | البلد المضيف         | الفئة                          | النتيجة | المصادر |
| ----- | ------------------------ | -------------------- | ------------------------------ | ------- | ------- |
| 2013  | جوائز الموسيقى الأمريكية |                      | ألبوم السول/الآر أند بي المفضل | رُشِّح     | [ 52 ]  |
| 2013  | جوائز بيلبورد الموسيقية  | أفضل ألبوم آر أند بي | فوز                            | [ 53 ]  |         |
| 2013  | جوائز سول ترين الموسيقية | ألبوم السنة          | رُشِّح                            | [ 54 ]  |         |
| 2013  | جوائز 40 برينسبالس       |                      | أفضل ألبوم عالمي               | رُشِّح     | [ 55 ]  |
| 2014  | جوائز الغرامي            |                      | أفضل ألبوم آيربان معاصر        | فوز     | [ 56 ]  |

## الأغاني المنفردة
| دايموندز                                          | 2012 | 6  | 3  | 1  | 1   | 1  | 2  | 2  | 1  | 1   | 1  | - : 5× بلاتينيوم - : بلاتينيوم - : قولد - : بلاتينيوم - : 2× بلاتينيوم - : 4× بلاتينيوم - : بلاتينيوم - : 4× بلاتينيوم |
| ستاي (مع مكي إكو)                                 | 2013 | 4  | 3  | 1  | 2   | 2  | 2  | 4  | 2  | 4   | 3  | - : 4× بلاتينيوم - : قولد - : قولد - : 2× بلاتينيوم - : بلاتينيوم - : 4× بلاتينيوم                                     |
| بور إت أب                                         | 2013 | 55 | 18 | 49 | 81  | —  | 56 | —  | —  | 43  | 19 | — |
| لوف سونق (مع فيوتشر)                              | 2013 | —  | —  | —  | 110 | —  | —  | —  | —  | —   | 55 | — |
| رايت ناو (مع ديفيد جتا)                           | 2013 | 39 | 34 | 32 | 31  | 43 | 52 | —  | 32 | 36  | 50 | - : قولد |
| وات ناو                                           | 2013 | 21 | 3  | 27 | 52  | 49 | 21 | 13 | —  | 21  | 25 | - : بلاتينيوم |
| جمب                                               | 2014 | 5  | —  | —  | 153 | —  | —  | 10 | —  | 150 | —  | - : بلاتينيوم - : قولد                                                                                                 |
| "—" يدل على عدم دخول الأغنية إلى الرسوم البيانية. |      |    |    |    |     |    |    |    |    |     |    | |

## الإصدار والترويج
انظر أيضاً: دايموندز وورلد تور

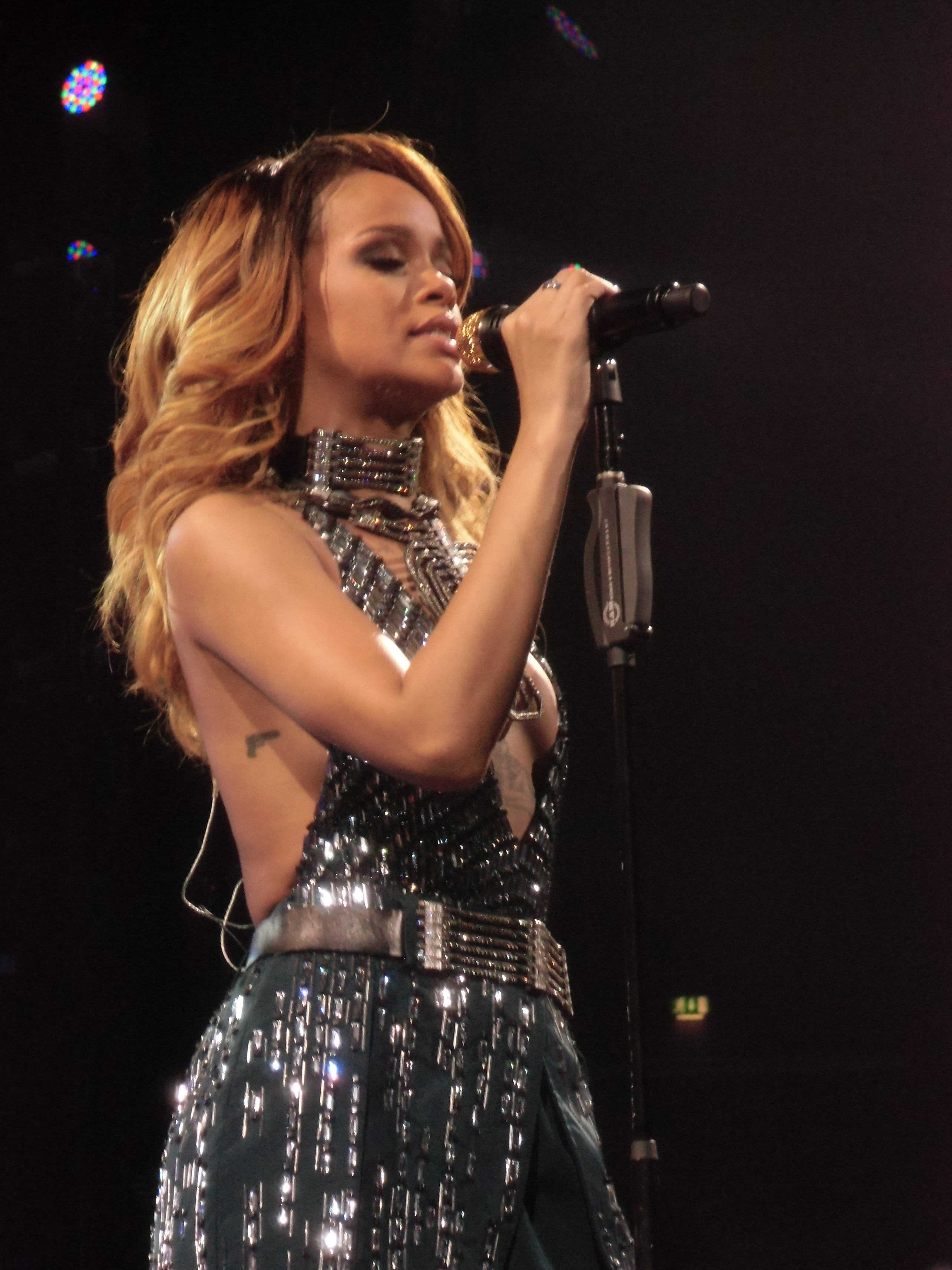
ريانا أثناء أدائها لأغنية "دايموندز" في دايموندز وورلد تور، 2013.

في أوائل أكتوبر، أفيد بأن الألبوم سوف يصدر في 19 نوفمبر، 2012. في 14 نوفمبر، 2012، شرعت ريانا في الجولة الترويجية 777 تور. غنت في سبع حفلات في كل مدينة مختلفة من أمريكا الشمالية وأوروبا في سبعة أيام لترويج الألبوم. بدأت في 14 نوفمبر في مدينة مكسيكو، الجولة زارت تورونتو (كندا)، ستوكهولم (السويد)، باريس (فرنسا)، برلين (ألمانيا)، لندن (المملكة المتحدة) وانتهت في 20 نوفمبر في مدينة نيويورك (الولايات المتحدة). في 6 مايو، 2013، بثت فوكس فيلم وثائقي عن الجولة، مع دي في دي وثائقي صدر في اليوم التالي.

## قائمة أغاني الألبوم
1. «فريش أوت ذا رنواي» - (3:42)
2. «دايموندز» - (3:45)
3. «نمب» (مع إمينم) - (3:25)
4. «بور إت أب» - (2:41)
5. «لوف سونق» (مع فيوتشر) - (4:16)
6. «جمب» - (4:24)
7. «رايت ناو» (مع ديفيد جتا) - (3:01)
8. «وات ناو» - (4:03)
9. «ستاي» (مع مكي إكو) - (4:00)
10. «نوبديز بزنز» (مع كريس براون) - (3:36)
11. «لوف ويذاوت تراجدي / موذر ماري» - (6:58)
12. «قيت إت أوفر ويذ» - (3:31)
13. «نو لوف ألاود» - (4:09)
14. «لوست إن بارادايز» - (3:35)
15. «هاف أوف مي» - (3:12) (أغنية إضافية من النسخة الفاخرة)
16. «دايموندز» (ديف أوديو 100 إكستينتيد) - (5:03) (ريمكس إضافي من النسخة الفاخرة)
17. «دايموندز» (جريجور سالتو داونتيمبو ريمكس) - (4:29) (ريمكس إضافي من النسخة الفاخرة)
18. «فرست لوك: 2012 لاود تور لايف آت ذا أو 2» - (23:04) (دي في دي من النسخة الفاخرة)
19. «دايموندز» (كونقوروك ريمكس) - (5:08) (ريمكس إضافي حصري من متجر ريفر آيلاند)

ملاحظات
- «نمب» تتضمن كلمات من «كانت تل مي نوثنق» (2007)، من أداء كانييه ويست ومن كتابة كانييه ويست وألدرين ديفيس.
- "جمب" عينة من أغنية "بوني" (1996)، من أداء جينيواين ومن كتابة "ألجين "جينيواين" لمبكن، ستيفن غاريت وتيموثي "تمبلند" موسلي.
- «نوبديز بزنز» تتضمن من كلمات من أغنية «ذا واي يو ميك مي فيل» (1987)، من كتابة وأداء مايكل جاكسون.

## الرسوم البيانية
| الرسم البياني (13-2012)                          | المركز | المصادر |
| ------------------------------------------------ | ------ | ------- |
| ألبومات أسترالية (ARIA)                          | 8      | [ 61 ]  |
| ألبومات أسترالية (ARIA Urban)                    | 1      | [ 62 ]  |
| ألبومات نمساوية (Ö3 Austria)                     | 5      | [ 63 ]  |
| ألبومات بلجيكية (Ultratop Flanders)              | 2      | [ 64 ]  |
| ألبومات بلجيكية (Ultratop Wallonia)              | 5      | [ 65 ]  |
| ألبومات كندية (Billboard)                        | 1      | [ 66 ]  |
| ألبومات كرواتية (Toplista)                       | 4      | [ 67 ]  |
| ألبومات جمهورية التشيك (IFPI)                    | 13     | [ 68 ]  |
| ألبومات دنماركية (Hitlisten)                     | 7      | [ 69 ]  |
| ألبومات فنلندية (Suomen virallinen lista)        | 12     | [ 70 ]  |
| ألبومات فرنسية (SNEP)                            | 3      | [ 71 ]  |
| ألبومات ألمانية (Media Control)                  | 3      | [ 72 ]  |
| ألبومات يونانية (IFPI Greece)                    | 8      | [ 73 ]  |
| ألبومات مجرية (MAHASZ)                           | 15     | [ 74 ]  |
| ألبومات أيرلندية (IRMA)                          | 1      | [ 75 ]  |
| ألبومات إيطالية (FIMI)                           | 7      | [ 76 ]  |
| ألبومات يابانية (Oricon)                         | 11     | [ 77 ]  |
| ألبومات مكسيكية (Top 100 Mexico)                 | 16     | [ 78 ]  |
| ألبومات هولندية (MegaCharts)                     | 6      | [ 79 ]  |
| ألبومات نيوزيلندية (Recorded Music NZ)           | 5      | [ 80 ]  |
| ألبومات نرويجية (VG-lista)                       | 1      | [ 81 ]  |
| ألبومات بولندية (OLiS)                           | 4      | [ 82 ]  |
| ألبومات برتغالية (AFP)                           | 11     | [ 83 ]  |
| ألبومات روسية (2M)                               | 9      | [ 84 ]  |
| ألبومات إسكتلندية (OCC)                          | 3      | [ 85 ]  |
| ألبومات إسبانية (PROMUSICAE)                     | 9      | [ 86 ]  |
| ألبومات سويدية (Sverigetopplistan)               | 15     | [ 87 ]  |
| ألبومات سويسرية (Schweizer Hitparade)            | 1      | [ 88 ]  |
| ألبومات تركية (DR)                               | 1      | [ 89 ]  |
| ألبومات المملكة المتحدة (OCC)                    | 1      | [ 90 ]  |
| ألبومات المملكة المتحدة (OCC R&B)                | 1      | [ 91 ]  |
| ألبومات الولايات المتحدة (Billboard 200)         | 1      | [ 92 ]  |
| ألبومات الولايات المتحدة (Billboard Digital)     | 1      | [ 93 ]  |
| ألبومات الولايات المتحدة (Billboard R&B)         | 1      | [ 94 ]  |
| ألبومات الولايات المتحدة (Billboard R&B/Hip Hop) | 1      | [ 95 ]  |
| ألبومات الولايات المتحدة (Billboard Tastemaker)  | 2      | [ 96 ]  |

| الرسم البياني (2012)                  | المركز | المصادر |
| ------------------------------------- | ------ | ------- |
| ألبومات أسترالية (ARIA)               | 68     | [ 97 ]  |
| ألبومات بلجيكية (Ultratop Flanders)   | 55     | [ 98 ]  |
| ألبومات بلجيكية (Ultratop Wallonia)   | 61     | [ 98 ]  |
| ألبومات هولندية (MegaCharts)          | 56     | [ 99 ]  |
| ألبومات ألمانية (Media Control)       | 33     | [ 100 ] |
| ألبومات إيطالية (FIMI)                | 63     | [ 101 ] |
| ألبومات بولندية (OLiS)                | 10     | [ 102 ] |
| ألبومات سويسرية (Schweizer Hitparade) | 31     | [ 103 ] |
| ألبومات المملكة المتحدة (OCC)         | 10     | [ 104 ] |

| الرسم البياني (2013)                             | المركز | المصادر |
| ------------------------------------------------ | ------ | ------- |
| ألبومات كندية (Billboard)                        | 7      | [ 105 ] |
| ألبومات بلجيكية (Ultratop Flanders)              | 30     | [ 106 ] |
| ألبومات بلجيكية (Ultratop Wallonia)              | 50     | [ 98 ]  |
| ألبومات هولندية (MegaCharts)                     | 29     | [ 107 ] |
| ألبومات إيطالية (FIMI)                           | 84     | [ 108 ] |
| ألبومات إسبانية (PROMUSICAE)                     | 43     | [ 109 ] |
| ألبومات المملكة المتحدة (OCC)                    | 39     | [ 110 ] |
| ألبومات الولايات المتحدة (Billboard 200)         | 10     | [ 111 ] |
| ألبومات الولايات المتحدة (Billboard R&B)         | 4      | [ 112 ] |
| ألبومات الولايات المتحدة (Billboard R&B/Hip Hop) | 2      | [ 113 ] |

## الشهادات
| الدولة           | المزود             | الشهادات     | المبيعات  | المصادر |
| ---------------- | ------------------ | ------------ | --------- | ------- |
| أستراليا         | (ARIA)             | بلاتينيوم    | 70,000    | [ 114 ] |
| النمسا           | (IFPI Austria)     | بلاتينيوم    | 20,000    | [ 115 ] |
| بلجيكا           | (BEA)              | قولد         | 15,000    | [ 116 ] |
| البرازيل         | (ABPD)             | قولد         | 20,000    | [ 117 ] |
| كندا             | (Music Canada)     | بلاتينيوم    | 80,000    | [ 118 ] |
| الدنمارك         | (IFPI Denmark)     | قولد         | 10,000    | [ 119 ] |
| فرنسا            | (SNEP)             | 2× بلاتينيوم | 200,000   | [ 120 ] |
| ألمانيا          | (BVMI)             | بلاتينيوم    | 200,000   | [ 121 ] |
| المجر            | (Mahasz)           | قولد         | 3,000     | [ 122 ] |
| أيرلندا          | (IRMA)             | 2× بلاتينيوم | 30,000    | [ 123 ] |
| إيطاليا          | (FIMI)             | قولد         | 30,000    | [ 124 ] |
| نيوزيلندا        | (RMNZ)             | قولد         | 7,500     | [ 125 ] |
| المكسيك          | (AMPROFON)         | قولد         | 30,000    | [ 126 ] |
| بولندا           | (ZPAV)             | بلاتينيوم    | 20,000    | [ 127 ] |
| إسبانيا          | (PROMUSICAE)       | قولد         | 20,000    | [ 128 ] |
| السويد           | (GLF)              | بلاتينيوم    | 40,000    | [ 129 ] |
| سويسرا           | (IFPI Switzerland) | بلاتينيوم    | 30,000    | [ 130 ] |
| المملكة المتحدة  | (BPI)              | 2× بلاتينيوم | 600,000   | [ 131 ] |
| الولايات المتحدة | (RIAA)             | بلاتينيوم    | 1,113,000 | [ 132 ] |

## تاريخ الإصدار
| الدولة           | التاريخ         | نوع الإصدار            | الشركة المنتجة      | نوع النسخة                | المصادر         |
| أستراليا         | 19 نوفمبر، 20   | سي دي / سي دي+دي في دي | يونيفرسال الموسيقية | النسخة العادية / الإضافية | [ 133 ] [ 134 ] |
| فرنسا            | 19 نوفمبر، 20   | سي دي / سي دي+دي في دي | يونيفرسال الموسيقية | النسخة العادية / الإضافية | [ 133 ] [ 134 ] |
| المغرب           | 19 نوفمبر، 20   | سي دي / سي دي+دي في دي | يونيفرسال الموسيقية | النسخة العادية / الإضافية | [ 133 ] [ 134 ] |
| ألمانيا          | 19 نوفمبر، 20   | سي دي / سي دي+دي في دي | يونيفرسال الموسيقية | النسخة العادية / الإضافية | [ 133 ] [ 134 ] |
| المملكة المتحدة  | 19 نوفمبر، 20   | سي دي / سي دي+دي في دي | ديف جام             | النسخة العادية / الإضافية | [ 133 ] [ 134 ] |
| الولايات المتحدة | 19 نوفمبر، 20   | سي دي / سي دي+دي في دي | ديف جام             | النسخة العادية / الإضافية | [ 133 ] [ 134 ] |
| إيطاليا          | 20 نوفمبر، 2012 | سي دي / سي دي+دي في دي | يونيفرسال الموسيقية | النسخة العادية / الإضافية | [ 135 ]         |
| هولندا           | 20 نوفمبر، 2012 | سي دي / سي دي+دي في دي | يونيفرسال الموسيقية | النسخة العادية / الإضافية | [ 136 ] [ 137 ] |
| بولندا           | 20 نوفمبر، 2012 | سي دي / سي دي+دي في دي | يونيفرسال الموسيقية | النسخة العادية / الإضافية | [ 138 ] [ 139 ] |
| السويد           | 21 نوفمبر، 2012 | سي دي / سي دي+دي في دي | يونيفرسال الموسيقية | النسخة العادية / الإضافية | [ 140 ]         |
| إندونيسيا        | 17 ديسمبر، 2012 | سي دي                  | يونيفرسال الموسيقية | النسخة العادية            | [ 141 ]         |
| ---------------- | --------------- | ---------------------- | ------------------- | ------------------------- | --------------- |

## روابط خارجية
- لا اعتذارية على موقع ميتاكريتيك (الإنجليزية)
- لا اعتذارية على موقع الموسوعة البريطانية (الإنجليزية)
- لا اعتذارية على موقع أول موفي (الإنجليزية)